# Богдан Обакумович
Богдан Обакумович (Аввакумович) — государственный деятель республики Великого Новгорода: сначала тысяцкий, потом посадник новгородский (1394—1396).

## Биография
Согласно Никоновской летописи, 1385 году после того, как великокняжеские бояре Федор Свибло, Иван Уда и Александр Белеут собрали в Новгороде чёрный бор, посадник Федор Тимофеевич и Богдан Аввакумович (тогда тысяцкий) созвали зимой вече, на котором постановили: не ходить на суд в Москву к митрополиту — и на этом целовали крест. Тогда же Федор Тимофеевич и Богдан Аввакумович разработали устав Владычного (архиепископского) Новгородского суда. Отныне в состав судебной коллегии были включены выборные заседатели — по двое от бояр и от «житьих людей». 
Когда митрополит Пимен всё же вздумал по обычаю заехать в Новгород, новгородцы встретили его с подобающими почестями, но в суде и пошлинах отказали наотрез!
 — писал историк Н. М. Никольский.
В 1391 году Богдан Обакумович был уже посадником; в этом году осенью в Изборске назначен был съезд новгородцев с немцами-ганзейцами, с которыми не было мира уже семь лет; из Великого Новгорода явились представителями:
- посадник Богдан Обакумович,
- посадник Фёдор Тимофеевич,
- посадник Василий Фёдорович,
- тысяцкий Осип (Есиф) Фалалеевич и
- тысяцкий Василий Борисович.

Ганзейские представители явились из Любека, с острова Готланд, из Риги, Юрьева (Дерпта), Колывани (Ревеля) и других городов и городских республик. Мир был заключён, и в том же году зимой немцы начали «сызнова ставить в Новгороде двор свой».

Согласно летописям, в 1392 году Богдан Обакумович вместе с своими уличанами поставил каменную церковь святого Симеона на Чудинцевой улице в Новгороде. В том же году Великий Новгород посетил митрополит Киприан. Как и Пимена, приняли его с почётом, — но на требование суда и пошлин ему было отвечено, что новгородцы уже окончательно решили этот вопрос — 
и грамоты написали, и запечатали, и душу запечатали!
 В том же 1392 году великий князь Василий I Дмитриевич изгнал из Вологды новгородского наместника. Вскоре после этих событий, Богдан Обакумович потерял посадничество.
В 1394 году новгородцы отняли посадничество у Осипа Захарьевича, на место которого выбрали Богдана Обакумовича во второй раз. В 1397 году великий князь Василий I Дмитриевич без кровопролития овладел Заволочьем (Двинской землей), принадлежавшим Новгороду, и некоторыми городами в коренных Новгородских областях; по этому случаю новгородцы снарядили к великому князю посольство, во главе которого стоял посадник Богдан Обакумович. К посольству присоединился новгородский владыка Иоанн, коего вызывал к себе митрополит. Посольство это, однако, не имело успеха. 
Как сообщает Новгородская первая летопись под 1398 годом, посадники, бояре, житьи люди, дети боярские и купеческие дети Великого Новгорода просили у новгородского архиепископа благословения на выступление против московского князя в борьбе за Подвинье.
Время кончины Богдана Обакумовича неизвестно.